# Memorias del ángel caído
Memorias del ángel caído és una pel·lícula de terror espanyola dirigida el 1997 pels debutants Fernando Cámara i David Alonso, autors també del guió i protagonitzada per actors espanyols coneguts com a Santiago Ramos, José Luis López Vázquez i Emilio Gutiérrez Caba.

## Argument
Durant una missa celebrada a una antiga parròquia del centre de la ciutat, un grup de fidels mor enverinat després de combregar. Mentre la policia s'encarrega de la recerca, els sacerdots, que encara romanen a l'església, comencen a patir estranyes visions. La situació dona un gir inesperat quan els cadàvers dels combregadors tornen a la vida durant les autòpsies, cosa que inaugura el començament d'una nova era, tal com augura un llibre abans ocult i que ara torna.

## Repartiment
- Santiago Ramos...	Francisco
- José Luis López Vázquez	...	Antonio
- Emilio Gutiérrez Caba...	Vicente
- Asunción Balaguer...	Juana
- Tristán Ulloa... Alberto
- Luis Perezagua... Jorge
- Héctor Alterio	... Julio
- Juan Echanove	... Carlos

## Nominacions i premis
Fernando Cámara i David Alonso foren nominats al Goya al millor director novell als XII Premis Goya i al Festival de Sitges.